# Copris nevinsoni
Copris nevinsoni là một loài bọ cánh cứng trong họ Bọ hung (Scarabaeidae).